# Marco Borsato
Marco Roberto Borsato (Alkmaar, 21 de diciembre de 1966) es un cantante y actor neerlandés. Comenzó a cantar en italiano, pero en 1994 cambió al idioma neerlandés. Ha sido uno de los artistas más exitosos y más taquilleros de los Países Bajos durante los últimos veinte años.

## Biografía
Nació en el Hospital Wilhelmina en Alkmaar como hijo de Roberto Borsato y Mary de Graaf. Tiene un hermano llamado Armando, y una hermana llamada Sylvana. La familia se mudó a Garda, Italia. El éxito le llegó cuando ganó el show de Soundmix el 7 de abril de 1990, con su interpretación de la canción At This Moment de Billy Vera. A partir de ese año lanzó tres discos en lengua italiana.
Borsato fue uno de los artistas que grabaron la canción Shalom de Holanda (escrita por Simon Hammelburg y Ron Klipstein) como muestra de solidaridad con el pueblo israelí, amenazado por misiles de Irak, durante la primera guerra del Golfo en 1991. 
Lanzó tres álbumes con canciones italianas, antes de ganar popularidad en 1994 con su primer sencillo neerlandés "Dromen Zijn Bedrog" ("Los sueños van a engañar"), que alcanzó el número uno y se quedó allí durante 12 semanas. Su segundo sencillo "Waarom Nou Jij" también alcanzó el primer lugar en el Dutch Top 40.
Muchas de sus canciones son versiones neerlandesas o adaptaciones de canciones italianas (por Riccardo Fogli, Giorgia, Riccardo Cocciante, Claudio Baglioni, Marco Masini y Zucchero, entre otros). En particular, Borsato obtuvo mucho éxito en 1996 con una adaptación de Margherita de Riccardo Cocciante. Después de decidir seguir cantando en neerlandés, su carrera realmente despegó. 
En 2009, recibió un golpe financiero cuando su compañía The Entertainment Group, un importante organizador de eventos y representante de artistas neerlandeses, fue declarada en bancarrota por un tribunal del país. 
En 2011 se convirtió en juez del programa de talentos holandeses The Voice of Holland y The Voice Kids. Actualmente tiene un récord mundial como el entrenador más exitoso de la franquicia The Voice en todo el mundo, con cuatro ganadores en The Voice of Holland y 3 ganadores en The Voice Kids. 
Contrajo matrimonio con Leontine Ruiters, una figura de la televisión. Tienen tres hijos: Luca (1998), Senna (2001) y Jada (2002).

## Otros trabajos
Borsato es un embajador de la ONG neerlandesa, War Child, que ayuda a los niños en áreas (post) de conflicto a enfrentar sus experiencias de guerra.

## Premios y honores

### Honores
- 2004: Oficial de la Orden de Orange-Nassau, por sus servicios a la música neerlandesa y su dedicación a War Child Netherlands.

### Premios
- 1996 - 2006: ganó un Premio TMF, 11 veces para el mejor cantante neerlandés (en 2006, se unió a Anouk para anunciar su retiro de futuras nominaciones a los Premios TMF. "Cada año las mismas caras pueden aburrirse").
- 1997: Premio Edison, 2 veces (Mejor Cantante, Mejor single del año)
- 1999: Golden Harp (con John Ewbank )
- 2000: Premio Hitkrant, por la canción Binnen (" Inside ")
- 2000: Premio de Honor al Mejor Álbum (Luid en Duidelijk (" Loud and Clear ")) y Mejor Cantante
- 2001: Edison Award (Mejor Cantante)

## Discografía
- Emozioni (1990)
- Sento (1991)
- Giorno per giorno (1992)
- Marco (1994)
- Als geen ander (1995)
- De waarheid (1997)
- De bestemming (1998)
- Luid en duidelijk (2000)
- Onderweg (2002)
- Zien (2004)
- Symphonica en Rosso - Live CD (2006)
- Wit licht (2008)
- Dromen durven delen (2010)
- Duizend Spiegels (2013)
- Evenwicht (2015)
- Thuis (2017)